# Eugnamptus punctatus
Eugnamptus punctatus is een keversoort uit de familie Rhynchitidae. De wetenschappelijke naam van de soort is voor het eerst geldig gepubliceerd in 1913 door Pierce.